# Steinbruch Perlmühle
Der Steinbruch Perlmühle oder Steinwerk Mimberg befindet sich westlich von Hachen im Stadtgebiet von Sundern im Hochsauerlandkreis. Im Steinbruch baut das Steinwerk Mimberg Grauwacke ab. Das Steinbruchgelände ist etwa 3 Hektar groß. Nördlich grenzt das Landschaftsschutzgebiet Sundern an, östlich das Landschaftsschutzgebiet Nördliche Ortsrandlagen von Hachen. Im Süden grenzt Bebauung an.

## Steinwerk Mimberg
1868 kaufte Georg Mimberg das heutige Steinbruchgelände. Er baute Grauwacke-Steine zum Bau eines Hauses auf dem Gelände ab. Um 1900 baute man einen Kalkofen, um Kalk zum Mauern und Düngen zu brennen. In den 1930er Jahren wurde dann die erste Brechanlage erbaut. In der Brechanlage erzeugte der Betrieb Splitt. Im Jahre 1958 wurde eine neue Brechanlage erbaut, welche noch heute in Betrieb ist. Die Brechanlage produziert feinste Splitte und Schotter in sechs verschiedene Körnungen. Wegen der Konkurrenz der großen Steinbrüche in der Umgebung spezialisierte man sich auf die Produktion winterfester Bruchsteine in Handarbeit. Die Bruchsteine werden in sechs verschiedenen Größen hergestellt. Die Bruchsteine werden in den Größen 15–20 cm, 20–30 cm, 40–50 cm und über 50 cm produziert. Das Steinwerk Mimberg wird in der fünften Generation von der Familie Mimberg betrieben.
Auch Spezial-Steine wie Schnadesteine kommen aus dem Steinbruch. So wurden beim Schnadegang der Freiheit Langscheid wiederholt Grauwacke-Schnadesteine aus dem Perlmühle-Steinwerk Mimberg gesetzt. So wurde im September 2007 zum 700-jährigen Bestehen der Freiheit Langscheid ein Schnadestein an der Grenze zu Hövel (Sundern) im Quellgebiet der Flasmecke gesetzt, ferner 2009 ein Schnadestein an der Gemarkungsgrenze Langscheid zu Mellen, anlässlich von 75 Jahren Langscheider Schnadegang.